# Бугумуюз
Бугумую́з (каз. Бұғымүйіз) — село у складі Маркакольського району Східноказахстанської області Казахстану. Входить до складу Тоскаїнського сільського округу.
Населення — 73 особи (2021; 112 у 2009, 259 у 1999, 263 у 1989).
Національний склад станом на 1989 рік:
- казахи — 100 %

Станом на 1989 рік село називалося Сорвьонок.